# Adrada de Haza
Adrada de Haza – gmina w Hiszpanii, w prowincji Burgos, w Kastylii i León, o powierzchni 10,28 km². W 2011 roku gmina liczyła 243 mieszkańców.